# Sporisorium rhytachnes-rottboellioidis
Sporisorium rhytachnes-rottboellioidis är en svampart som beskrevs av Vánky 2003. Sporisorium rhytachnes-rottboellioidis ingår i släktet Sporisorium och familjen Ustilaginaceae.   Inga underarter finns listade i Catalogue of Life.